# 5. maj i Tuborg Havn
5. maj i Tuborg Havn er en dansk ugerevy 1948, der rapporterer fra en mindehøjtidelighed afholdt den 5. maj 1948 til minde om faldne under besættelsen.

## Handling
I Tuborg Havn afholdes en afsløringshøjtidelighed over faldne transportfolk. Højtideligheden overværes af Kongeparret samt Dronning Alexandrine. Om formiddagen ankommer svenske marinefartøjer fra broderlandet med indbudte, der under krigen har været Danmark behjælpelige.

## Medvirkende
- Kong Frederik 9.
- Dronning Ingrid
- Ebbe Rode
- Hans Hedtoft
- Dronning Alexandrine